# Dancing on Wheels
Dancing on Wheels ist eine britische TV-Show, hergestellt vom Produktionsunternehmen Fever Media. Die erste Ausstrahlung auf BBC Three war am 11. Februar 2010. Das Konzept der Show ist, dass ein Prominenter mit einem Rollstuhlfahrer tanzt. Die Paare tanzen jede Woche und jede Woche scheidet ein Paar aus. Im Finale zeigen die beiden verbliebenen Paare zwei Tänze. Ein Paar gewinnt die Show und vertritt das Vereinigte Königreich bei den Europameisterschaften im Rollstuhltanz.

## Jury
Die Jury für die erste Staffel war:
| Juror        | Notes                                                   |
| ------------ | ------------------------------------------------------- |
| James Jordan | Profi bei Strictly Come Dancing                         |
| Ola Jordan   | Profi bei Strictly Come Dancing                         |
| Ade Adepitan | Showmaster, Rollstuhlbasketballspieler und Schauspieler |

## Choreografie
Die Choreografen für die erste Staffel waren:
| Choreograf        | Bemerkungen                     |
| ----------------- | ------------------------------- |
| Brian Fortuna     | Profi bei Strictly Come Dancing |
| Kristina Rihanoff | Profi bei Strictly Come Dancing |

## Kandidaten
Die Kandidaten für die erste Staffel waren:
| Promi          | bekannt als            | Behinderter Tanzpartner | Status        |
| -------------- | ---------------------- | ----------------------- | ------------- |
| Caroline Flack | TV-Moderatorin         | James O’Shea            | Sieger        |
| Mark Foster    | Olympiade Schwimmer    | Diana Morgan-Hill       | Zweite        |
| Michelle Gayle | Sängerin               | Harry Maule             | ausgeschieden |
| Heather Small  | Sängerin               | Paul Jacob              | ausgeschieden |
| Martin Offiah  | Rugby League player    | Carolyne Underwood      | ausgeschieden |
| Kevin Sacre    | Hollyoaks Schauspieler | Simone Milani           | ausgeschieden |